# Açucena (kommun)
Açucena är en kommun i Brasilien.   Den ligger i delstaten Minas Gerais, i den sydöstra delen av landet, 700 km sydost om huvudstaden Brasília. Antalet invånare är 10 298.
Följande samhällen finns i Açucena:
- Açucena

Omgivningarna runt Açucena är huvudsakligen savann. Runt Açucena är det mycket glesbefolkat, med 6 invånare per kvadratkilometer.